# Ruth Maleczech
Ruth Maleczech, de son nom complet Ruth Sophia Reinprecht, née le 8 janvier 1939 à Cleveland dans l'Ohio et morte le 30 septembre 2013 à Brooklyn (à 74 ans), est une actrice de théâtre américaine. Son rôle le plus marquant est dans Le Roi Lear en 1990.

## Biographie
Fille de parents immigrés yougoslaves, elle fait ses premiers pas au théâtre durant sa scolarité, notamment dans les pièces L'esprit s'amuse et La Mégère apprivoisée à l'école secondaire. Elle joue à San Francisco le rôle d'Emily dans la pièce Our Town de Thornton Wilder. Elle fut notamment l'élève de Ronnie Davis, fondateur de la San Francisco Mime Troupe en 1959.
Elle quitte la Californie pour s'installer à New York. Son travail l'amène à travailler en Europe, au Berliner Ensemble, où elle s'initie au théâtre d'avant-garde. Elle accompagne la troupe dans de nombreux pays, séjournant en Turquie, au Maroc et à Paris. En France, Breuer prend du temps pour écrire et Ruth double la voix de l'actrice Catherine Deneuve. En 1969, elle change son nom de jeune fille en Ruth Maleczech.
Ruth Maleczech et Ronnie Davis travaillent conjointement à la création de la compagnie théâtrale d'avant-garde Mabou Mines, fondée en 1970, ce nom provenant de la ville de Mabou, située en Nouvelle-Écosse. Leurs efforts sont renforcés par ceux de JoAnne Akalaitis, Lee Breuer, Philip Glass et David Warrilow.
En 2009, Ruth est récompensée par un Fellow Award in Theater Arts décerné par la fondation United States Artists.
Elle meurt à Brooklyn, le 30 septembre 2013, des suites d'un cancer. Elle avait 74 ans.